# Volvo L340
Volvo L340 är en lastbil, tillverkad av den svenska biltillverkaren Volvo mellan 1950 och 1956.

## Historik
L340-modellen, som presenterades 1950, var en uppdatering av företrädaren L201/202. Mekaniken var densamma, men bilen fick en modernare front i stil med ”Suggan”, PV831/832.

## Motorer
| Modell | Årsmodell | Motor                 | Cylindervolym | Effekt | Bränslesystem   |
| ------ | --------- | --------------------- | ------------- | ------ | --------------- |
| L340   | 1950-56   | ED: 6-cyl radmotor sv | 3670 cm³      | 90 hk  | Enkel förgasare |